# 魚肉ソーセージ
魚肉ソーセージ（ぎょにくソーセージ）は、魚肉練り製品の一種で、魚肉のすり身をケーシングに入れ加熱・滅菌した、ソーセージに似た形の加工食品。フィッシュソーセージとも呼ぶ。略称はギョニソ、ギョニソーなど。
1962年から2002年まで日本農林規格（JAS規格）に「魚肉ハム・ソーセージ」の規格があり、魚肉（鯨肉、魚以外の水産動物の肉を含む）が50%を超え、植物性タンパク質が20％以下のものを「魚肉ソーセージ」としており、15%未満の「ソーセージ」や15%以上50%未満の「混合ソーセージ」と区別されていた。

## 製法
スケトウダラなどの冷凍すり身50-60%に、豚脂、調味料と香辛料を混ぜて練り合わせたものをケーシング（＝密閉）し、レトルト殺菌釜で高圧高温殺菌を行って出来上がる。必要に応じてデンプン・植物性タンパク・卵白などの結着剤、および酸化防止剤を加えることもある。
豚由来成分を使わないなど、イスラム教のハラル認証を得た魚肉ソーセージも日本企業により生産されている。

## 歴史
洋食の普及への対応や魚肉の保存性向上を狙い、大正時代から日本各地の水産試験場で魚肉を使用したハム・ソーセージ風食品の開発が進められた。ツナハムについては第二次世界大戦前から実用化されたが、魚肉ソーセージは1949年（昭和24年）、愛媛県八幡浜市（当時は保内町）の西南開発工業協同組合が初めて試作に成功した。同組合は1951年（昭和26年）、西南開発株式会社として創立し、「スモークミート」の名で商品化した。翌1952年（昭和27年）には明治屋と契約し全国発売を開始した。
日本最大のトロール基地であった北九州市戸畑区（当時は福岡県戸畑市）のニッスイ（当時は日本水産株式会社）は、1947年（昭和22年）にグチを材料に魚肉ソーセージを試作。その後、材料をグチよりも安価で量が確保しやすいマグロに置き換え、ツナソーセージを発売。1951年（昭和26年）には、生産量が1日2-3万本を出荷。1952年（昭和27年）には、常温保存期間の長期化が実現し、本格的な全国展開の事業化に成功した。
その後各社の参入があったが、生産量が大幅に増えた原因として水爆実験の影響が挙げられる。1954年（昭和29年）3月1日、南太平洋ビキニ環礁で行われた 15 Mt の水爆実験（キャッスル作戦）により、日本の「第五福竜丸」をはじめ多数のマグロ漁船が放射性降下物（いわゆる「死の灰」）を浴び、被曝した。処理のため多量の放射能汚染マグロが水揚げされたことから消費者が忌避する事態となり、マグロの価格は大暴落した。苦境に陥った水産各社は、余剰マグロを原料とした魚肉ソーセージの生産に力を入れるようになった。安価な魚肉ソーセージは、学校給食に納入されるなど、「西の横綱がインスタントラーメンなら、東の横綱は魚肉ソーセージ」と呼ばれた程の大衆食となった。1962年（昭和37年）には魚肉ソーセージに関する日本農林規格（JAS規格）が制定された。1972年（昭和47年）には、魚肉ソーセージの国内生産量（魚肉ハムを含む、以下同様）は18万tを超えてピークを迎えている。
しかし、生産量ピーク2年後の1974年（昭和49年）、使用されていた食品添加物の保存料・フリルフラマイド (AF2) に発癌性・催奇性が指摘され、使用禁止となってしまう。同年、業界は魚肉ソーセージへの防腐剤の使用を取り止め、代わりに「高温高圧殺菌」「pHや水分活性を調節して加熱殺菌」「従前同様の加熱殺菌をして10℃以下で流通保存」のいずれかの方法を採用する事とした。多くのメーカーは「高温高圧殺菌」を採用している。1974年（昭和49年）の生産量は12万tへと急落している。
さらに、1976年（昭和51年）にはアメリカとソ連が相次いで排他的経済水域の設定を宣言する、いわゆる200海里問題が発生したため、そのころ主原料となっていたスケトウダラの価格が暴騰。原料コストの高騰という問題が起こった。また、徐々に家庭へ冷蔵庫が普及し、低温輸送技術が進むにつれ、食肉および食肉加工品が普通に食卓へと並ぶようになり、魚肉ソーセージの保存食肉あるいは食肉代用品としての存在価値が減少、生産量を減らしていく。
その後、メーカー側の開発・販売努力（カルシウムやDHA、ビタミン、コラーゲンといった有用成分の添加、アニメや子供向け特撮ヒーローのキャラクター採用）や、健康・ヘルシー志向（低カロリー・低脂肪・高タンパク化）も手伝って、徐々に魚肉ソーセージが見直されるようになった。BSEや鳥インフルエンザなどで畜肉の安全性に疑問が呈された際にも、魚肉ソーセージが注目された。一時は需要が急増してフル生産体制になり、メーカーは当惑したという。
1990年（平成2年）以降の生産量は、年間5万から8万tとなっている。
2002年（平成14年）にJASにおける「魚肉ハム・ソーセージ」の規格が廃止された。2024年（令和6年）現在、JASの対象品目からは除外されている。

## おもな用途
- 日常の簡易なおかず。
  - 加熱せず、蒲鉾や竹輪のようにそのまま食べる。ポテトサラダ等の具としていれる[15]。
  - 焼きそばや野菜炒め等の炒め物や煮物の具とするなど、加熱して食べる。
- 弁当の材料のひとつ[16]。
- 子供の日々のおやつ[17]。
- 大人の軽食。夜食。
- 酒の肴。駅のキヨスクや新幹線の車内販売などでは、酒の肴として酒類とともに販売されている[18]。
- アウトドア活動の携行食。登山時の食料[19]。
- 災害を想定した（数か月程度の）保存食[20]。
- アメリカンドッグ・フレンチドッグ。
- フランクフルト（串焼きソーセージ）。
  - 北海道の縁日の屋台では、腸詰めで赤く着色された魚肉ソーセージ（ソーセージ#赤いウインナー）を串焼きにしたものをフランクフルトと称して提供される[21]。

## 特殊品・類似品
- 魚肉ソーセージの類似品として、魚肉ハムと呼ばれるものも存在する。製法的に大きな違いはないが、魚肉ソーセージが主に魚肉のすり身を用いるのに対し、魚肉ハムは魚肉の肉片を塩漬けにしたものを原料としている。また練り合わせ魚肉にチーズや荒挽き肉等の「種もの」を混ぜ合わせたものを原料とする「特種魚肉ソーセージ」や油焼きの調理後、ハンバーグ類似の香味や食感を有する「ハンバーグ風特種魚肉ソーセージ」も存在する。
- 2005年（平成17年）には、日本水産（現・ニッスイ）からイチゴ牛乳味の魚肉ソーセージが発売され、ニュースで取り上げられた[22]（味は名称どおりイチゴ味が後味に残るらしい）。これは子供向けに作られたものだと言われているが、1980年代にミルク味などのソーセージをキャラクター商品として発売していた経歴がある。
- 練った魚肉に種物を加えて魚肉ソーセージと同様に包装したものは魚肉ソーセージではなく、特殊包装かまぼこ類の一種であるケーシング詰特種かまぼこに分類される[23]。チーズかまぼこなどが該当する。